# Typhlocyba marginata
Typhlocyba marginata är en insektsart som beskrevs av Walker 1851. Typhlocyba marginata ingår i släktet Typhlocyba och familjen dvärgstritar. Inga underarter finns listade i Catalogue of Life.